# 华宇拼音输入法

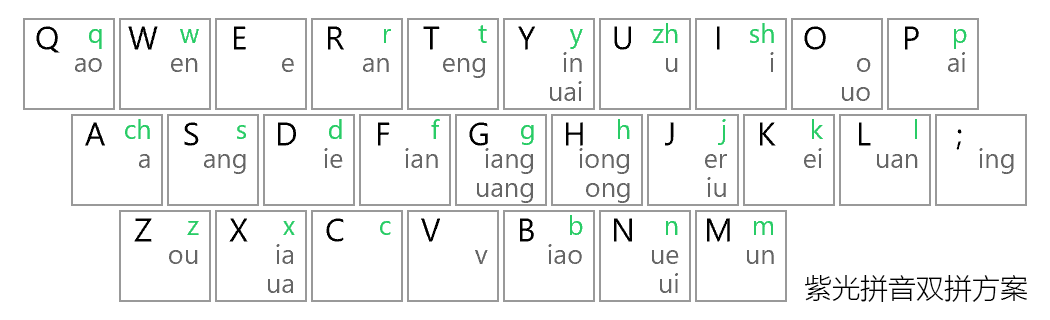

华宇拼音输入法，原称（清华）紫光拼音输入法、紫光华宇拼音输入法，是一种汉语拼音输入法，对词、短语的输入智能化程度高。
华宇拼音输入法是华宇自主开发、具有自主知识产权、对最终用户完全免费、基于汉语拼音的中文字、词及短语输入法。
华宇拼音输入法适用于Windows。红旗Linux曾经在其自带输入法中使用了紫光拼音输入法，并可以通过设置后在其它Linux发行版使用。但在红旗Linux 5.0中，这一功能被去除。
2014年3月，华宇拼音输入法部分开源，其核心源码部分托管于GitHub。

## 主要特色
- 具有智能组词算法，词组、短语处理功能较好。
- 软件本身附带的词库质量较高。
- 词库管理功能强，使用中可以用热键删除罕用词。用户定制词组、自动学习、词频调整等功能较为完善。
- 支持大字符集，支持全拼、双拼、模糊音等。
- 中英文输入无需切换。

## 使用技巧
- Ctrl-数字：删除提示行中的对应词组
- Ctrl-Shift-K：软键盘开关

## 双拼方案
华宇拼音输入法支持双拼输入，它包含了一种定制的双拼方案，其键位图为：

## 历史版本
各版本的具体改进详见软件本身的说明文档，以下是部分使用特性的补充：
- 前身：李国华制作的考拉拼音输入法。考拉拼音输入法是一个类似智能ABC的中文输入法[5]，最终版本为1.1。考拉拼音输入法被收购并由陈峰进行后续开发，发展成为紫光拼音输入法[6]。
- 2.0：1999年12月推出。
- 2.01：2000年3月推出，该版本在2.0版本基础上扩充了词库，并支持GBK大字符集。
- 2.2：2000年12月推出，增加了智能词组功能。
- 2.3：2001年11月推出，比较完善的版本，词库选择较好，与Windows XP偶尔有冲突。
- 3.0：2003年4月发布的最新版本，增加了繁简切换、大字库等特性。但对三字词的处理准确度不如2.3版。
- V5：2006年6月18日发布，改名“紫光华宇拼音输入法”。
- V5P：2006年7月28日发布。
- V6：2007年4月13日发布beta1，2007年6月6日发布beta2，2007年8月6日发布beta3，2007年11月发布正式版，2008年1月31日發佈V6.1版。2009年7月30日发布6.5正式版。2009年7月9日發佈6.7版。

## 软件缺点
- 使用双拼的时候，无法利用简拼特性

## 4.0非正式版
曾经出现过紫光华宇拼音4.0版本的输入法，是由于在紫光华宇公司发布3.0版本后并2年内并没有对该输入法更新，一些网友在3.0的基础上更新了词库和其它的优化而制作的输入法，但也存在捆绑大量广告软件的行为，该版本并不是官方发布的版本。